# Срђан Мазалица
Срђан Мазалица (Бања Лука, СФРЈ, 26. децембар 1978) српски је политичар и инжењер електротехнике. Садашњи је народни посланик у Народној скупштини Републике Српске и функционер Савеза независних социјалдемократа (СНСД).

## Биографија
Срђан (Милан) Мазалица је рођен 26. децембра 1978. године у Бањој Луци, СФРЈ. Дипломирао је на Електротехничком факултету у Бањој Луци (2005) и стекао звање инжењера електротехнике. Запослен је у Електропреносу Босне и Херцеговине од јуна 2005. године.
Члан је бањалучког Градског одбора те члан Главног одбора и Политичког савјета Савеза независних социјалдемократа (СНСД). У периоду од 2006. до 2014, у два мандата, обављао је дужност народног посланика у Народној скупштини Републике Српске. На октобарским општим изборима 2018. поново је изабран за народног посланика.
Срђан Мазалица је рођени брат глумца Душка Мазалице. Говори енглески, њемачки и италијански језик. Ожењен је и отац двоје дјеце.